# Жукова, Римма Михайловна
Римма Михайловна Жукова (14 марта 1925, Ишим, Тюменская область — 5 августа 1999, Москва) — советская спортсменка-конькобежец, заслуженный мастер спорта СССР (1952), чемпионка СССР, чемпионка мира. 19-кратная рекордсменка мира. Заслуженный работник физической культуры РСФСР (1981). Отличник физической культуры (1948). Выступала за «Динамо» (Свердловск), «Динамо» (Алма-Ата), «Динамо» (Москва). Она первой из советских конькобежек установила мировые рекорды на дистанциях 1500 и 5000 метров.

## Биография
Родилась в городе Ишиме Тюменской области, но уже когда Римме было 3 года семья переехала в Свердловск на стройку Уралмашзавода. Заниматься спортом девушка стала только в 1945 году в 65-й СШМ (Спортивной школе молодёжи). В 1946 году 20-летнюю студентку консерватории встретил на катке тренер Евгений Иванович Сопов и пригласил начинающую конькобежку на занятия в секцию. Тренировалась она в спортивном обществе «Динамо» (Свердловск).
Уже в первый год, катаясь на беговых коньках она выполнила норматив мастера спорта на дистанции 5000 метров и в сумме многоборья. Дебютантка чемпионата СССР стала третьей в забеге на 5000 метров и заняла 8-е место в сумме многоборья. В феврале 1948 года Жукова дебютировала в составе сборной на чемпионате мира в Турку, где заняла 8-е место в абсолютном зачёте и была награждена значком "Отличник физической культуры".
В 1949-м, через три года после начала занятий конькобежным спортом, Римма впервые стала чемпионкой Советского Союза в беге на 1000 метров, поделив 1-е место с Марией Исаковой и заняла третье место в сумме многоборья. В том же году она приняла участие в чемпионате мира в Конгсберге, где завоевала бронзу в многоборье, уступив только первые два места своим соотечественницам Зое Холщевниковой и чемпионке Марии Исаковой. 
В марте 1949-го завоевала серебряную медаль в абсолютном зачёте на первенстве РСФСР и выиграла соревнования на приз им. Кирова, что стало большим успехом молодой свердловчанки. В период с 1949 по 1954 год Римма ещё десять раз становилась чемпионкой СССР на различных дистанциях. 
В 1950 году она вновь стала бронзовым призёром на чемпионате мира в Москве, при этом выиграла на дистанции 3000 м и заняла 2-е место в забеге на 1000 м. На чемпионате СССР стала чемпионкой на 3000 метров, но заняла 4-е место в многоборье. В начале марта Жукова стала чемпионкой РСФСР в многоборье, а 17 марта на соревнованиях в Кирове она побила мировой рекорд, продержавшийся 12 лет, в забеге на 1500 метров - 2:36,7 сек, а следом в тот же день установила новый мировой рекорд на дистанции 5000 метров - 9:22,4 сек.
В январе 1952 года Римма в Алма-Ате установила мировой рекорд на дистанции 3000 метров - 5:21,3 сек, в беге на 1000 метров - 1:36,6 сек и 9:01,6 — на 5000 метров., а следом впервые стала абсолютной чемпионкой страны, выиграва три дистанции и установив мировой рекорд в сумме многоборья - 208,750 очка. В феврале заняла 4-е место на чемпионате мира в Кокколе, уступив всего несколько очков третьему призёру норвежской спортсменке Ранди Торвальдсен. 
В январе 1953 года она второй год подряд стала чемпионкой СССР в абсолютном зачёте и побила прежний мировой рекорд на 7,5 сек в забеге на 3000 метров - 5:13,8 сек, который продержался целых девять лет. В марте стала серебряным призёром чемпионата мира и в третий раз подряд выиграла приз им. Кирова.
Ещё через год Жукова в третий раз подряд выиграла абсолютное звание чемпионки СССР, одержав победы на дистанциях 500, 3000 и 5000 метров. В феврале стала серебряным призёром чемпионата мира 1954 года. 
В 1955 году наконец выиграла золото в сумме многоборья на чемпионате мира в финском Куопио. На первенстве Советского Союза завоевала бронзовую медаль в сумме многоборья. Через год вновь выиграла серебро на чемпионате мира в шведском Кварнсведене, одержав победу в забеге на 3000 метров, стала второй на 1000 и третьей на 1500 метров.
Последние годы результаты пошли на спад, однако в марте 1958 года 33-летняя спортсменка выиграла дистанцию 3000 метров на зимней Спартакиаде народов РСФСР.
Завершила спортивную карьеру в 1958 году, после чего переехала в Москву. Более двух десятилетий проработала старшим тренером-преподавателем по конькобежному спорту в обществе «Динамо».
Одновременно работала внештатным спортивным обозревателем в газете «Советская Россия». Автор книг «На катке» (1957), «Звените, коньки» (1963) и «Лед, сталь и характер» (1965). Много лет печаталась в центральной прессе. Занесена в Книгу Памяти Министерства по физической культуре, спорту и туризму Свердловской области под № 134.
В октябре 2021 года вышел документальный фильм о жизни Риммы Жуковой из серии «Легенды и судьбы».

## Личная жизнь
Окончила Свердловский политехнический техникум. Вышла замуж за бывшего начальника внешней разведки СССР Павла Фитина. Однако после того, как карьера её мужа пошла под «откос» при Хрущёве, Жуковой стали намекать, что жена врага партии не может представлять страну на международных соревнованиях. Это давление привело к тому, что пара рассталась. Тяжелое житейское бремя выпало на долю этой красивой и интеллигентной женщины. Больше четверти века Римма Михайловна помогала воспитывать (почти с самого грудного возраста) двух дочерей своей родной сестры, которая ещё в молодости заболела страшным недугом и стала инвалидом первой группы. Скончалась на 73-м году жизни после тяжелой, продолжительной болезни 5 августа 1999 года, похоронена на 4-м участке Троекуровского кладбища в Москве.

### Мировые рекорды
| Дистанция | Время   | Дата           | Место |
| --------- | ------- | -------------- | ----- |
| 1500 м    | 2:36,7  | 17 марта 1950  | Киров |
| 5000 м    | 9:22,3  | 17 марта 1950  | Киров |
| 3000 м    | 5:21,3  | 8 января 1952  | Медео |
| 1000 м    | 1:36,6  | 22 января 1952 | Медео |
| очки      | 208,750 | 22 января 1952 | Медео |
| 3000 м    | 5:13,8  | 23 января 1953 | Медео |
| 5000 м    | 9:01,6  | 24 января 1953 | Медео |
| Очков     | 204,010 | 24 января 1953 | Медео |

## Награды
- орден Трудового Красного Знамени (27.04.1957) — за успехи, достигнутые в деле развития массового физкультурного движения в стране, повышения мастерства советских спортсменов, и успешное выступление на международных соревнованиях[37].